# Mark Hadlow
Mark Selwyn Hadlow est un acteur néo-zélandais né en 1957. Il est principalement connu pour avoir joué le rôle du nain Dori dans la trilogie du Hobbit de Peter Jackson.

## Biographie
Né en Australie à Walgett d’un père néo-zélandais et d’une mère australienne, Mark Hadlow déménage de nombreuses fois en Australie pour finalement venir en Nouvelle-Zélande lorsqu’il a 9 ans. 
Hadlow est d’abord connu en Nouvelle-Zélande pour ses rôles comiques, 
notamment dans la sitcom télévisée Willy Nilly en 2001, et pour avoir prêté sa voix dans le film de marionnettes de Peter Jackson en 1989, Meet the Feebles.
Hadlow travaille aussi au Court Theatre de Christchurch, où il a dirigé, produit et joué dans de nombreuses pièces. Hadlow est connu au théâtre pour interagir avec le public chaque fois que cela est possible.
Mark Hadlow est principalement célèbre pour son rôle de Dori, nain du peuple de Durin dans la trilogie du Hobbit de Peter Jackson entre 2012  et 2014, et dans le rôle de Harry, dans le film King Kong en 2005.

## Filmographie

### Cinéma
- 1981 : Strange Behavior (en) de Michael Laughlin : un danceur
- 1982 : Le Camion de la mort : Orrin
- 1982 : Pas l'ombre d'un doute : Bruce Roddick
- 1982 : L'Épouvantail de mort : Sam Finn
- 1983 : Les Pirates de l'île sauvage : le réparateur de fusils
- 1984 : Constance
- 1988 : Just Me and Mario
- 1989 : Les Feebles : Heidi, Robert et Barry
- 1992 : Absent Without Leave : le chef de la prison
- 1995 : Bonjour Timothy : le coach de Rugby
- 1999 : Willy Nilly : Harry
- 2005 : King Kong : Harry
- 2006 : The Waimate Conspiracy : M. Glue
- 2009 : Last of the Living : Papa
- 2009 : No Petrol, No Diesel! : M. Bligh
- 2010 : The Holy Roller : Wally
- 2010 : Huhu Attack! : Derek
- 2012 : Le Hobbit : Un voyage inattendu : Dori et Bert le Troll
- 2013 : Le Hobbit : La Désolation de Smaug : Dori
- 2014 : Le Hobbit : La Bataille des Cinq Armées : Dori
- 2018 : Mortal Engines de Christian Rivers
- 2025 : Deep Water de Renny Harlin

#### Télévision
- 1979 : Children of Fire Mountain : Sid (13 épisodes)
- 1992 : The Billy T James Show : Greg
- 1999 : Xena, la guerrière : Milo (1 épisode)
- 2000 : Jack of All Trades : George III
- 2003 : Willy Nilly : Harry